# Miriam Helck
Miriam Helck ist eine deutsche Drehbuchautorin und Schriftstellerin.

## Leben und Karriere
Miriam Helck ist seit den frühen 2000er-Jahren als Autorin für das Fernsehen tätig. Ein besonderer Schwerpunkt ihrer Arbeit liegt auf Daily Soaps und Serienproduktionen, bei denen sie sowohl als Autorin als auch in leitenden Funktionen, etwa als Chefautorin, mitwirkte. Darüber hinaus schreibt sie auch belletristische Werke.

## Drehbücher
- Gute Zeiten, schlechte Zeiten (2022–2024) – Autorin
- Hotel Mondial (2023) – Drehbuch
- Alles was zählt (2006–2021) – Autorin, Chefautorin,
- Sunny – Wer bist du wirklich? (2020) – Writers' Room, Autorin
- Nachtschwestern (2020) – Drehbuch

## Publikationen
- mit Christin Burger: Zwei Herzen und ein Weihnachtswunder. (epub). Bastei Entertainment, Köln 2015.
  - Folge 1. ISBN 978-3-7325-0251-6.
  - Folge 2. ISBN 978-3-7325-1687-2.
  - Folge 3. ISBN 978-3-7325-1688-9.